# Кручи-Борек
Кручи-Борек (пол. Kruczy Borek) — село в Польщі, у гміні Затори Пултуського повіту Мазовецького воєводства.
Населення — 69 осіб (2011).
У 1975-1998 роках село належало до Остроленцького воєводства.

## Демографія
Демографічна структура станом на 31 березня 2011 року:
|          | Загалом | Допрацездатний вік | Працездатний вік | Постпрацездатний вік |
| -------- | ------- | ------------------ | ---------------- | -------------------- |
| Чоловіки | 40      | 15                 | 19               | 6                    |
| Жінки    | 29      | 6                  | 13               | 10                   |
| Разом    | 69      | 21                 | 32               | 16                   |